# Católicos-irlandeses
Católicos-Irlandeses (en inglés, Irish-Catholics) es un término usado para describir a personas de Irlanda o personas de ascendencia irlandesa que son católicas. El término proviene de las emigraciones de los irlandeses a las colonias del Imperio británico. Esto ocurrió particularmente durante la gran hambruna irlandesa de la década de 1840. El término se utiliza actualmente en Gran Bretaña, Estados Unidos, Canadá, Australia y Nueva Zelanda. Estas naciones son en su mayoría protestantes, y el ser irlandés o católico segregaba a las personas de la mayoría cultural. En Estados Unidos la hostilidad hacia estos dos aspectos fueron expresados a través del Movimiento No-Saben-Nada (Know Nothing) y en general por el nativismo.
El término también puede relacionarse con algunos de los elementos únicos del catolicismo y de la cultura católica en Irlanda. En particular, Irlanda es la que está más al norte de las naciones católicas de Europa Occidental y, además, estaban gobernados por protestantes o anglicanos. También ellos provenían de una cultura céltica y vikinga más que de una romana o germánica. El 35.º presidente de los Estados Unidos, John F. Kennedy (1961-1963), fue el primer mandatario católico-irlandés de ese país, y el 46.º presidente de los Estados Unidos, Joe Biden, es el segundo católico-irlandés en tomar ese cargo.
Su máximo líder es Eamon Columba Martin (n. Derry, Irlanda del Norte, 30 de octubre de 1961) es un arzobispo católico, matemático, director de orquesta, profesor, filósofo y teólogo Irlandés. Presidente de la Conferencia Episcopal Irlandesa y Primado de Irlanda, actualmente en el cargo desde el 8 de septiembre de 2014.